# NVI F.K.35

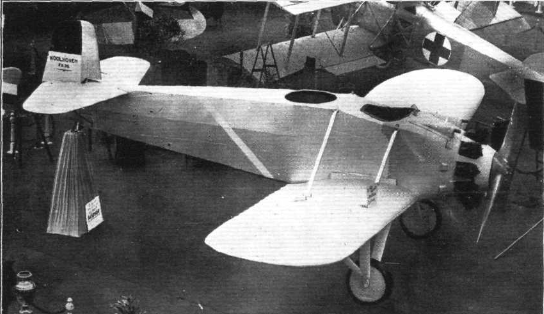
NVI F.K.35 Paris Aero Show (1926)

De NVI F.K.35 was een tweezitter jachtvliegtuig, gebouwd door de Nationale Vliegtuig Industrie in 1926. Het toestel is afgebouwd en vervolgens tentoongesteld op de Paris Aero Show. Door een combinatie van transportschade en financiële problemen bij de NVI heeft het toestel uiteindelijk nooit gevlogen.
Het ontwerp van de F.K.35 was het laatste ontwerp van Frits Koolhoven voordat de Nationale Vliegtuig Industrie ten onder ging. Het was een ongebruikelijk concept, in die zin dat het toestel zowel kon worden geconfigureerd als laagdekker, of als dubbeldekker. Het idee was dat de koper (luchtmacht) zelf mocht beslissen welke uitvoering het meest geschikt was. De vleugels waren gemaakt van hout. De romp van metaal.

## Specificaties
- Type: NVI F.K.34

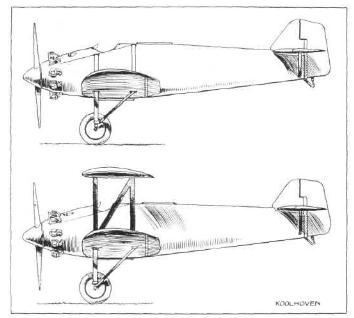
De F.K.35 werd in twee uitvoeringen aangeboden: laagdekker en dubbeldekker

- Fabriek: Nationale Vliegtuig Industrie
- Rol: Jachtvliegtuig
- Bemanning: 2
- Lengte: 8,60 m
- Spanwijdte: 10,50 m
- Leeggewicht: 896
- Maximum gewicht: 1568 kg
- Motor: 1 × Bristol Jupiter VI negencilinder stermotor, 450 kW (600 pk)
- Propeller: Tweeblads
- Status: wel afgebouwd (1926), nooit gevlogen
- Aantal gebouwd: 1

Prestaties
- Maximumsnelheid: 260 km/u op 3000 m (niet getest)

bewapening
- Geschut: 2 x Lewis machinegeweer. 2 x Vickers mitrailleur in de achterste cockpit gemonteerd op een speciaal 'Koolhoven' vliegtuigaffuit.